# Bugarski znakovni jezik
Bugarski znakovni jezik (ISO 639-3: bqn), znakovni jezik gluhih osoba kojim se služi nepoznat broj ljudi u Bugarskoj, ali broj gluhih iznosi preko 533 000.
Prve škole za gluhe postoje od 1898., a savez gluhih Bugarske {Съюзът на глухите в България (СГБ)} utemeljen je 1934. u Sofiji. SGB ima oko 9 000 članova organiziranih u 12 regionalnih organizacija u gradovima Sofija, Plovdiv, Varna, Burgas, Pleven, Haskovo, Yambol, Dupnitsa, Ruse, Stara Zagora, Šumen i Gorna Oryahovitsa.
Filmovi, TV i video na znakovnom bugarskom.

## Vanjske poveznice
- Ethnologue (14th)
- Ethnologue (15th)